# 黒田電気
黒田電気株式会社（くろだでんき、KURODA ELECTRIC CO., LTD.）は、東京都品川区に本社を置く電子部品商社である。
本稿では、持株会社である黒田グループ株式会社についても記述する。

## 沿革
- 1945年 - 大阪市阿倍野区で創業。
- 1947年 - 黒田商事株式会社を設立。
- 1948年 - 現社名に変更。
- 1970年 - 本社を大阪市淀川区に移転。
- 1996年 - 大阪証券取引所2部に上場。
- 2000年 - 東京証券取引所1部に上場。大阪証券取引所1部へ指定替え。
- 2003年 - 本社機能を東京都港区に移転
- 2011年 - 本社機能を東京都品川区に移転
- 2017年 - 投資ファンドのMBKパートナーズ（朝鮮語版、英語版）の傘下にあるKMホールディングス株式会社が株式公開買付けを行い、議決権所有割合ベースで68.31%の株式を取得[7][8]。
- 2018年2月 - 自己株式公開買付けを行い、発行済株式数の24.0%を取得[9]。KMホールディングス株式会社の議決権所有割合が91.3%となる[10]。
- 2018年3月 - 東京証券取引所1部上場廃止。株式売渡請求によりKMホールディングス株式会社の完全子会社となる[10]。
- 2019年 - 本店を東京都品川区の本社に変更。
- 2020年 - 持株会社体制に移行。KMホールディングス株式会社を黒田グループ株式会社に商号変更し、持株会社とする。黒田電気株式会社は国内商社事業に特化。
- 2024年 - 黒田グループ株式会社が東京証券取引所スタンダード市場に上場[1][11]。

## 主なグループ会社
- 黒田グループ
- 黒田テクノ
- コムラテック
- Sohwa & Sophia Technologies
- 日動電工

## 参考資料
- 黒田電気株式会社 コーポレートガバナンス報告書(東京証券取引所 - 閲覧)
- 黒田電気株式会社第82期 有価証券報告書(EDINET - 閲覧)